# سليم عبابنة
سليم عبابنة (1950 - ) هو طبيبٌ واستشاري في طب وجراحة العيون وباحثٌ في تاريخ الطب وكاتبٌ لقصص قصير من الأردن. هو عضوٌ في جمعية أطباء العيون الأردنية، وعضو مؤسس للجنة تعريب العلوم في مجمع النقابات المهنية في إربد، وعضو جمعية عجلون للبحوث والدراسات، وعضو ملتقى إربد الثقافي.
كان سليم قد حصل على جائزة أفضل كتاب مؤلف من مجمع اللغة العربية الأردني عن كتابه «تاريخ الطب الأردني الحديث» في 18 كانون الأول (ديسمبر) 2019.

## مؤلفاته
كان قد نشر عددًا من المؤلفات، وتتضمن:
- القانون في طب العيون، 1993.
- قبائل دارفور السودانية (غرب السودان)، 1995.
- مدينة كاس السودانية ماضيها وحاضرها، 1995.
- تاريخ السودان، قصة الحروب القبلية في غرب السودان (1986 - 1989)، 1996.
- مستشفى أبي عبيدة الحكومي نشأته وتطوره، 1996.
- وادي الريان وجوارها، 1997.
- رواد الطب في الأردن، 2014.
- الطب والأطباء في إربد، 2007.
- معجم أعلام الطب في التاريخ العربي والإسلامي، 2012.[5]
- مشاهير الأطباء في العالم، 2018.
- تاريخ الطب الأردني الحديث، 2019.

ونشر عدة مؤلفاتٍ بالتعاون مع الدكتور رفعت الزغول، ومنها:
- الطب والأطباء في عجلون، 2015.
- الطب الشعبي في الأردن، 2015.
- الطب الشعبي في محافظة عجلون، 2015.

كما نشر مجموعاتٍ قصصية وروائية، وتتضمن:
- المسافرة، مجموعة قصصية، 2014.
- الطاعون، مجموعة قصصية، 2019.